# Nerlandsøybrua
Nerlandsøybrua ist eine Brücke in der westnorwegischen Gemeinde Herøy, im Fylke Møre og Romsdal. Die Brücke überspannt den Søre Vaulen von Igesund auf der Insel Bergsøya nach Kvalsund auf der Insel Nerlandsøya. Die Brücke ist 430 Meter lang und wurde am 25. September 1968 eröffnet.
Siehe auch: Liste von Brücken in Norwegen